# Clinopodium libanoticum
Clinopodium libanoticum — вид квіткових рослин з родини глухокропивових (Lamiaceae).

## Поширення
Ендемік Лівану. Рідко зустрічається вздовж скелястого вершинного хребта Ліванських гір.
Росте на висотах від 2200 до 2800 метрів. Ця низька трава (гемікриптофіт) росте на неглибоких субстратах у тріщинах скель, віддаючи перевагу сонячним експозиціям на східних схилах.